# Vatnsdalssagan
Vatnsdalssagan (Ohlmarks: Vatnsdölasagan, isl. Vatnsdæla saga) är en av islänningasagorna. Det är en släktsaga om vatnsdalingarna på Islands nordland. Den börjar i Norge före 800-talets mitt, och handlingen slutar i mitten av 1000-talet.

## Handling
Vatnsdalssagan skildrar landnamsmannen Ingemund gamles godedöme och bosättning på stormansgården Hov i Vatnsdalen på Island samt hans ättlingars historia fram till mitten av 1000-talet.
Huvudpersoner är först Ingemund gamle, sedan hans söner Tore och framför allt Torstein. Därefter följer Torsteins son Ingolf, och slutligen den siste store vatnsdalingagoden, Torkel kravla. Därefter var släktens hegemoni bruten.
I släktsagan har författaren vävt in fristående småhistorier. Avsnittet om Hrolleif och trollpackan Ljot visar Torstein Ingimundarsson som den kloke fadershämnaren. En annan småhistoria berättar om hur Torolf slägga nedkämpas, och visar hövdingen som effektiv myndighetsutövare. Alla historier visar släktens goda egenskaper, trots trolldom, övernaturlighet och svartkonst.

## Tillkomst, manuskript och översättning
Sagan skrevs på senare hälften av 1200-talet, troligen omkring år 1270.
Den finns i kopior (AM 559 qu. och AM 138 fol.) efter Vatnshyrna-handskriften som är förstörd. Sagan trycktes först i Köpenhamn år 1812.
Sagan är översatt till svenska av Åke Ohlmarks (1964).